# Nénène Maille
Jean „Nénène“ Maille (* um 1910; † nach 1959) war ein französischer Gitarrist des Gypsy-Jazz.
Maille, ein Cousin der Jazzgitarristen Baro, Sarane und Matelo Ferret,  spielte Mitte der 1930er-Jahre bei Michel Warlop, mit dem erste Aufnahmen entstanden, im folgenden Jahrzehnt u. a. mit Martha Love/Le Septuor Jazz de Paris, Sarane Ferret et le Swing Quintette de Paris („I Should Care“, 1947) und Jerry Mengo. Letzte Aufnahmen entstanden 1959 mit Joseph Reinhardt.  Im Bereich des Jazz war er zwischen 1935 und 1959 an neun Aufnahmesessions beteiligt. Er arbeitete außerdem mit Charles Trénet.
Er ist nicht mit den Gypsy-Jazz-Gitarristen  Jean „Montagne“ Maille oder dem jüngeren Jean „Cérani“ bzw. „Serani“ Maille  zu verwechseln.